# Kisela alfa-glukozidaza
Lizozomalna alfa-glukozidaza je enzim koji je kod ljudi kodiran GAA genom.
Kisela alfa-glukozidaza je esencijalna za degradaciju glikogena do glukoze u lizozomima. Različite forme kisele alfa-glukozidaze nastaju putem proteolitičke obrade. Tri transkriptne varijante koje kodiraju isti protein su poznate.
Mutacije ovog gena uzrokuju glikogenozu tipa II (Pompeovu bolest). To je autozomno recesivno oboljenje sa širokim kliničkim spektrom.

## Literatura
- Feizi T, Larkin M (1992). „AIDS and glycosylation.”. Glycobiology. 1 (1): 17—23. PMID 2136376. doi:10.1093/glycob/1.1.17.
- Reuser AJ; Kroos MA; Hermans MM;  . (1995). „Glycogenosis type II (acid maltase deficiency).”. Muscle Nerve. 3: S61—9. PMID 7603530. doi:10.1002/mus.880181414.
- Land A, Braakman I (2001). „Folding of the human immunodeficiency virus type 1 envelope glycoprotein in the endoplasmic reticulum.”. Biochimie. 83 (8): 783—90. PMID 11530211. doi:10.1016/S0300-9084(01)01314-1.
- Zhong N, Martiniuk F, Tzall S, Hirschhorn R (1991). „Identification of a missense mutation in one allele of a patient with Pompe disease, and use of endonuclease digestion of PCR-amplified RNA to demonstrate lack of mRNA expression from the second allele.”. Am. J. Hum. Genet. 49 (3): 635—45. PMC 1683123 . PMID 1652892.
- Fenouillet E, Gluckman JC (1991). „Effect of a glucosidase inhibitor on the bioactivity and immunoreactivity of human immunodeficiency virus type 1 envelope glycoprotein.”. J. Gen. Virol. 72 ( Pt 8) (8): 1919—26. PMID 1678778. doi:10.1099/0022-1317-72-8-1919.
- Martiniuk F; Mehler M; Bodkin M;  . (1992). „Identification of a missense mutation in an adult-onset patient with glycogenosis type II expressing only one allele”. DNA Cell Biol. 10 (9): 681—7. PMID 1684505. doi:10.1089/dna.1991.10.681.
- Ratner L, vander Heyden N, Dedera D (1991). „Inhibition of HIV and SIV infectivity by blockade of alpha-glucosidase activity”. Virology. 181 (1): 180—92. PMID 1704656. doi:10.1016/0042-6822(91)90483-R.
- Dedera DA, Gu RL, Ratner L (1992). „Role of asparagine-linked glycosylation in human immunodeficiency virus type 1 transmembrane envelope function”. Virology. 187 (1): 377—82. PMID 1736542. doi:10.1016/0042-6822(92)90331-I.
- Hermans MM; Kroos MA; van Beeumen J;  . (1991). „Human lysosomal alpha-glucosidase. Characterization of the catalytic site”. J. Biol. Chem. 266 (21): 13507—12. PMID 1856189.
- Hermans MM; de Graaff E; Kroos MA;  . (1991). „Identification of a point mutation in the human lysosomal alpha-glucosidase gene causing infantile glycogenosis type II”. Biochem. Biophys. Res. Commun. 179 (2): 919—26. PMID 1898413. doi:10.1016/0006-291X(91)91906-S.
- Murphy CI; Lennick M; Lehar SM;  . (1991). „Temporal expression of HIV-1 envelope proteins in baculovirus-infected insect cells: implications for glycosylation and CD4 binding”. Genet. Anal. Tech. Appl. 7 (6): 160—71. PMID 2076345. doi:10.1016/0735-0651(90)90030-J.
- Martiniuk F; Mehler M; Tzall S;  . (1990). „Sequence of the cDNA and 5'-flanking region for human acid alpha-glucosidase, detection of an intron in the 5' untranslated leader sequence, definition of 18-bp polymorphisms, and differences with previous cDNA and amino acid sequences”. DNA Cell Biol. 9 (2): 85—94. PMID 2111708. doi:10.1089/dna.1990.9.85.
- Kalyanaraman VS; Rodriguez V; Veronese F;  . (1990). „Characterization of the secreted, native gp120 and gp160 of the human immunodeficiency virus type 1”. AIDS Res. Hum. Retroviruses. 6 (3): 371—80. PMID 2187500. doi:10.1089/aid.1990.6.371.
- Martiniuk F, Bodkin M, Tzall S, Hirschhorn R (1990). „Identification of the base-pair substitution responsible for a human acid alpha glucosidase allele with lower "affinity" for glycogen (GAA 2) and transient gene expression in deficient cells”. Am. J. Hum. Genet. 47 (3): 440—5. PMC 1683879 . PMID 2203258.
- Hoefsloot LH, Hoogeveen-Westerveld M, Reuser AJ, Oostra BA (1991). „Characterization of the human lysosomal alpha-glucosidase gene”. Biochem. J. 272 (2): 493—7. PMC 1149727 . PMID 2268276.
- Shimizu H; Tsuchie H; Honma H;  . (1991). „Effect of N-(3-phenyl-2-propenyl)-1-deoxynojirimycin on the lectin binding to HIV-1 glycoproteins”. Jpn. J. Med. Sci. Biol. 43 (3): 75—87. PMID 2283726.
- Leonard CK; Spellman MW; Riddle L;  . (1990). „Assignment of intrachain disulfide bonds and characterization of potential glycosylation sites of the type 1 recombinant human immunodeficiency virus envelope glycoprotein (gp120) expressed in Chinese hamster ovary cells”. J. Biol. Chem. 265 (18): 10373—82. PMID 2355006.
- Pal R, Hoke GM, Sarngadharan MG (1989). „Role of oligosaccharides in the processing and maturation of envelope glycoproteins of human immunodeficiency virus type 1”. Proc. Natl. Acad. Sci. U.S.A. 86 (9): 3384—8. PMC 287137 . PMID 2541446. doi:10.1073/pnas.86.9.3384.
- Dewar RL, Vasudevachari MB, Natarajan V, Salzman NP (1989). „Biosynthesis and processing of human immunodeficiency virus type 1 envelope glycoproteins: effects of monensin on glycosylation and transport”. J. Virol. 63 (6): 2452—6. PMC 250699 . PMID 2542563.